# 1998년 6월
| 1998년: 1월 · 2월 · 3월 · 4월 · 5월 · 6월 · 7월 · 8월 · 9월 · 10월 · 11월 · 12월 |

| <          | 1998년 6월 | 1998년 6월 | 1998년 6월    | 1998년 6월 | 1998년 6월 | >          |
| 일         | 월         | 화         | 수            | 목         | 금         | 토         |
|            | 1 5.7 기묘 | 2 8 경진   | 3 9 신사      | 4 10 임오  | 5 11 계미  | 6 12 갑신  |
| 7 13 을유  | 8 14 병술  | 9 15 정해  | 10 16 무자    | 11 17 기축 | 12 18 경인 | 13 19 신묘 |
| 14 20 임진 | 15 21 계사 | 16 22 갑오 | 17 23 을미    | 18 24 병신 | 19 25 정유 | 20 26 무술 |
| 21 27 기해 | 22 28 경자 | 23 29 신축 | 24 윤5.1 임인 | 25 2 계묘  | 26 3 갑진  | 27 4 을사  |
| 28 5 병오  | 29 6 정미  | 30 7 무신  |               |            |            |            |

| 편집하기 |

## 1998년6월 10일
- 프랑스에서 1998년 FIFA 월드컵이 개막했다.